# Успенци
Конгрегация на успенците (на лат. Pia Societas Presbyterorum ab Assumptione) е католическа религиозна институция, основана от Емануел Д'Алзон. Нейните членове са популярни в католическия свят предимно под наименованието Августини на Успението (Augustins de l'Assomption), а в България с името Успенци.

## История на Обществото
Конгрегацията на Успенците е основана 25 декември 1845 г. от отец Емануел Д'Алзон - главен викарий на диоцеза в град Ним, във Франция и директор на колежа Успение Богородично (оттук идва и името на конгрегацията – Успенци). 
Като последователи на Свети Августин, членовете на конгрегацията вярват, молят се и водят апостолска дейност като живеят в общности. Някои са преподаватели, инженери, мебелисти, журналисти; други са мисионери, организатори на поклонничества, изповедници в болници и затвори или енорийски свещеници. Независимо каква е тяхната дейност, успенците се смятат за хора на мисълта и действието, които съзиждат мостове между различни култури, а също така и между отделните християни. 
Конгрегацията си поставя за цел да възстанови и засили позициите на Католическата църква в обществото чрез образование, социална активност и мисионерство. През 1862 г. папа Пий IX поверява на успенците специална мисия в Ориента с главна цел да възстановят единството на източноправославните християни с Католическата църква, т.е. - да работят за разпространението на унията. Първата база на успенците е създадена през 1863 г. в Одрин, където с течение на времето се сдобиват с две църкви, една болница, три училища и една духовна семинария. Оттам навлизат в България, здраво стъпват в Цариград, откриват религиозни заведения в Йерусалим, активно действат в Мала Азия, опитват се да проникнат и в други балкански страни. Тяхната мисионерска дейност на Балканите е подкрепена от конгрегацията на облатките на Успението, основана също от Еманюел д'Алзон през 1865 г. като девическо разклонение на неговия орден.
Хиляди са днес монасите успенци пръснати в 28 страни.

## Успенците в България
През 1863 г. в Пловдив пристигат първите успенци, които още на следващата година откриват мъжкото училището „Св. Андрей“. По-късно успенците откриват и вечерно училище за възрастни, посещавано от 20 до 40 души. Сред създадените и поддържани от тях учебни заведения на първо място безспорно се откроява мъжкият колеж „Свети Августин“, открит през 1884 г.